# Друїди
Друї́ди — жрецький прошарок у кельтських племен Західної Європи, що існував у ІІ столітті до н. е. — І століття в дописемну епоху (кінець залізної доби). В ірландських джерелах — хроніках, легендах, міфах повідомляється про функціонування стану друїдів як жрецької касти від 3000 року до нової ери, до часу прийняття християнства в Ірландії наприкінці V століття нової ери. Хоча і після того термін «друїд» траплявся в багатьох ірландських літературних джерелах. Згідно з поширеними легендами друїди в Ірландії здійснили масове самогубство після прийняття християнства, але історики сумніваються в достовірності цих фактів. Судячи зі всього, чимало друїдів у Ірландії прийняли християнство і стали священниками й монахами, знахарями і ковалями.
Друїдів називали по-різному: шаманами, жрецями, вчителями, філософами, проте письмових свідчень вони не залишили, а відомості про них є переважно в працях старогрецьких та староримських письменників.
Слово «друїд», імовірно, має індоєвропейське походження і означає «дуб», «сильний», «знання» і «мудрість»[джерело?].

## Стародавні свідчення

### «Записки про Галльську війну» Юлія Цезаря

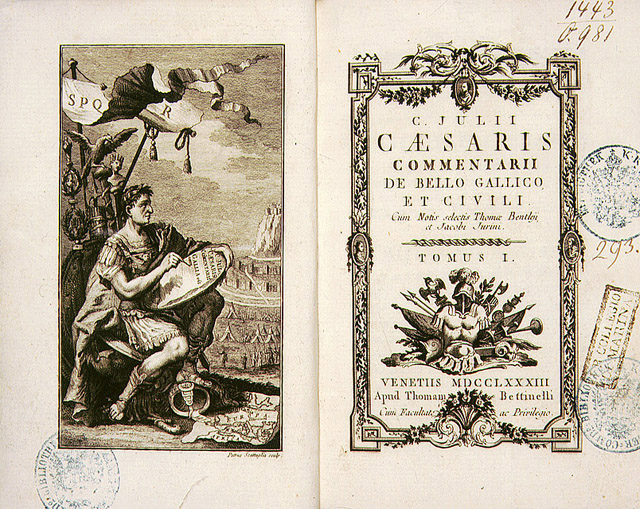
Видання «Записок…» 1783 року

Найповнішим джерелом інформації про цих жреців були «Записки про Галльську війну» Юлія Цезаря, в яких від першого імені ведеться розповідь про історію його воєн з Галлією у 59–51 роках до н. е. Проте, як і у багатьох інших джерелах того часу про друїдів, записки містять забагато римської пропаганди, що знижує їхню достовірність.
Цезар згадує друїдів, роздумуючи над релігією галлів та стверджуючи, що ті жили за рахунок приватних і суспільних пожертвувань, а також інших релігійних благ. У розповідях про принесення людських жертв він стверджує, що друїди виготовляли великі опудала із лози, нутрощі яких наповнювали живими людьми (злочинцями), а потім їх спалювали. Якщо злочинців бракувало, то порожнє місце заповнювали невинними людьми.
У праці Цезаря також говориться про те, що вищий стан галльського суспільства складали дві верстви: знать і друїди. Останні були дуже впливовими і поважними кельтами і, за словами Цезаря, до них приходили молоді люди на навчання. Друїди мали право приймати закони і вирішувати суперечки як між племенами, так і між окремими їх представниками, вершити правосуддя і засуджувати злочинців, а також були звільнені від військової повинності і сплати податків.
Цезар також приписує друїдам британське походження, стверджуючи, що деякі учні друїдів вирушали удосконалювати своє мистецтво на Британські острови. Навчання новачків могло тривати до 20 років і включало заучування великої кількості поетичних творів. Щодо релігійних вірувань, то Цезар пише, що друїди були впевнені в безсмертності душі, і що душа після смерті переходить в інше тіло (реінкарнація). Також автор «Записок» згадує, що друїди володіли знаннями про рух зірок, розмір Землі, були знайомі з філософією.

### Інші джерела
Перша відома згадка про друїдів сягає I століття до н. е. і пов'язана з грецьким філософом Посідонієм. Його праці збереглись лише у вигляді цитат в творах пізніших авторів, таких як Страбон і Цицерон:
- Цицерон писав, що був особисто знайомий з друїдом із галльського племені едуїв на ім'я Дівітіак. На його думку Дівітіак був чи то астрологом, чи то пророком, що осягнув «натуральну філософію»;
- Страбон, посилаючись на Цезаря, розповідає про величезне плетене опудало для пожертвувань і про ще одне принесення людських жертв, яке проводили друїди: в деяких людей вони стріляли стрілами і садовили на палю в храмі.

Римський натурфілософ Пліній Старший називає друїдів магами, що обожнювали омелу і дуб, на якому вона зростала. Пліній стверджує, що друїди завжди використовували в своїх ритуалах дубову гілку, а в шостий місячний день зривали омелу для божественної церемонії. Для цього жрець одягав білий одяг, вилізав на дуб, зрізав омелу золотим серпом, після чого жертвував богам двох білих биків. Згідно з Плінієм, з шостого місячного дня друїди вели відлік 30-річного циклу, що поділявся на місяці і роки.
В 43 році римський географ Помпоній Мела першим припустив, що вчення друїдів є таємними знаннями, описавши галльських друїдів, як мудреців, що проводили навчання в печерах і непрохідних лісах.
Тацит в своїх «Анналах» описує напад римської армії під керівництвом правителя Британії Ситонія Полінія в 61 році на острів Мона (сучасний Англезі), що біля північно-західного узбережжя Уельсу.
Переправившись на острів, римська піхота і кіннота опинилися віч-на-віч з ворожим військом, що стояло на березі, вигляд якого уразив римлян. Серед воїнів, що стояли в повному озброєнні, бігали схожі на Фурій жінки, в траурному одіянні, з розпущеним волоссям, з запаленими смолоскипами в руках. Друїди, що знаходилися поруч, із здійнятими до неба руками промовляли молитви своїм богам, проголошували магічні заклинання і кидали прокльони. Спочатку римські воїни стояли немов скам'янівши під дією таємничих чар, підставляючи, за словами Тацита, «нерухомі тіла під удари, що сиплються на них». Потім вони послухали напучення полководця «не страшитися цього несамовитого, наполовину жіночого війська», спрямувалися вперед і розбили ворога. Після цього римляни вирубали священні гаї острова Мони і розмістили там свій гарнізон.
Після кривавої бійні на острові Мон римляни проголосили друїдів поза законом. Це був кінець культу друїдів, хоча вони частково ще залишались у Шотландії та Ірландії. Згадки про пізніх друїдів зустрічають у ірландській літературі, де вони виступають в ролі царських радників. Найвідомішим з них є Катбад — впливовий друїд при дворі короля Ульстера Конхобара. Другим прикладом є могутній сліпий друїд Мог Рут із Мунстера, який начебто міг збільшуватись до величезних розмірів, викликати бурю і перетворювати людину в камінь. Дочка Мога Рута— Тлахтга також була відомою друїдкою, на її честь названо пагорб в графстві Міт. Інформацію про друїдів та їх діяльність знаходимо в численних давньоірландських селах (сагах) які довгий час передавались усно з покоління в покоління і були записані першими ірландськими монахами в VI–X століттях.

### Давній друїдизм
Друїди були носіями певного світогляду давніх кельтів, хранителями традицій, звичаїв, ритуалів давніх кельтів, жрецями поганської релігії давніх кельтів. Для друїдизму характерний політеїзм. При цьому функції чисельних богів друїдського пантеону не однозначні — один і той самий бог виконує кілька функцій, і одну і ту ж функцію можуть виконувати кілька богів. Наприклад, Маннанан був богом моря, хвиль, мудрості, правителем райських островів вічного життя і т. д. Але в той же час богом моря був Лір. При цьому Маннанан часто називався сином Ліра — Маннанан мак Лір. При цьому боги одночасно виступали як історичні персонажі, вказувались навіть точні дати їх життя та правління як королів, навіть дати смерті після яких вони йшли в сід — потойбічний світ, який був розташований в глибинах пагорбів або на далеких островах чи в глибинах озер. Всі боги періодично повертались з сіду в реальний світ і втручались в життя людей. Також у друїдизмі був культ священних каменів (можливо успадкований від неіндоєвропейських племен які були завойовані і асимільовані кельтами). Одним із найсвященніших каменів був Камінь Долі — Фаль, який пророкував майбутнє і скрикував, коли до нього торкався майбутній король Ірландії. Важливим компонентом друїдизму був культ священних дерев та рослин. Низка порід дерев вважались особливо священними, ним поклонялись, здійснювали їм жертвоприношення. До таких священних дерев і рослин належали насамперед дуб, горобина, омела. Друїди здійснювали магічні ритуали перебуваючи у свиті чисельних кельтських вождів, королів, ватажків кланів, особливо перед битвами. Майбутнє пророкували по кістках тварин які перед тим кидали у вогонь, торкаючись до священних каменів та слухаючи шум хвиль. Друїдам приписували спорудження мегалітичних споруд — дольменів, менгірів, кромлехів, але насправді ці споруди буди створені задовго до заселення кельтами цих територій, хоча деякі з них могли використовуватись друїдами з ритуальною метою. За свідченням античних істориків друїди були носіями квазінаукових знань, які передавалися усно і які заборонено було записувати під страхом смерті, хоча друїди володіли писемністю — кельтська писемність «огам» відома з 600 року до н. е. Така заборона на створення книг відома для багатьох індоєвропейських народів і пояснюється замкненістю жречества і засекреченням знань жреців. Ці квазінаукові пізнання стосувались астрономії, астрології, лікувальних властивостей рослин. Пантеон релігії друїдів був складний, що, можливо, було наслідком впливу на індоєвропейський пантеон релігії доіндоєвропейського населення Європи з яким давні кельти змішувались. У цьому пантеоні була відсутня чітка ієрархія, що було проявом свободолюбивості кельтів та їх схильності до крайнього індивідуалізму. Загалом основні персонажі цього пантеону були такі:
- Луг — бог світла, творчості, мистецтва, знань, наук.
- Маха — богиня війни.
- Дагда — бог добробуту та багатства.
- Енгус Ок — бог кохання.
- Епона — богиня коней та конярства.
- Лір — бог моря.
- Мананнан — бог мореплавства, володар потойбічного світу — Країни Вічно Юних (острова Авалон).
- Айне — богиня пристрасті.
- Морріган — богиня страху, смерті, ненависті.
- Дану — праматір богів і всього сущого.
- Мідір — бог мудрості та магії.
- Лен — бог золота, прикрас, скарбів.
- Тараніс — бог блискавки і грому.
- Тевтат — бог перемоги.
- Діс — бог підземного світу, темряви, зла.
- Брігіта — богиня родючості, науки, лікарської справи.
- Беленус — бог скотарства та вогню.

## Відновлення друїдизму у XVIII–XIX століттях
XVIII століття характеризується відновленням друїдизму. Піонерами в цьому стали Вільям Стаклі, Джон Обрі і Джон Толанд.
Джон Обрі першим заявив про зв'язок між Стоунхенджем, Ейвбері і іншими монументальними пам'ятками Англії з друїдами.
Послідовником Обрі став ірландець Джон Толанд. 1717 року у Лондоні він заснував орден друїдів, а в 1776 році опублікував свою працю «Історія друїдів».
Вільям Стаклі, відомий археолог і антиквар, у 1718 році став секретарем Товариства старожитностей. Його дослідження, записи і малюнки щодо Стоунхенджа і Ейвбері є цінним матеріалом для археологів і істориків. У своїх працях «Стоунхендж, храм британських друїдів» (1740) і «Ейвбері, храм британських друїдів» (1743), що зробили великий вплив на відродження сучасного друїдизму, він, як і Обрі, вказував на зв'язок доісторичних монументів з єдиним відомим в ті часи населенням Британії — друїдами.
У XIX столітті склалась думка, що стародавня валлійська поезія походить в часи існування друїдів. 1792 року в районі Прімроуз-Хілл в Лондоні валлійський антиквар Едвард Вільямс під псевдонімом Іоло Моргануга заснував «Трон бардів Британії». Хоча спочатку припускалось, що ритуали будуть засновуватися на старовинних друїдських церемоніях, в дійсності багато з них були вигадані самим Вільямсом.

## Сучасний друїдизм
Ордени друїдів існують і у 21 столітті.

### Сучасні організації
- Орден бардів, оватів і друїдів (OBOD). Є дві версії щодо розвитку цієї групи. Перша зводить їх походження до Стародавнього Ордену друїдів (AOD), створеному Генрі Хурлом в Англії в 1781 році. Ця група розкололася на різні організації. До 1918 року було п'ять груп, котрі намагалися виконати церемонії сонцестояння в Стоунхенджі. До 1955 року залишилося тільки «Британське Коло», яке, у свою чергу, у 1963 році розділяється на групи, на основі яких формується OBOD.
 Інша версія простежує походження OBOD через AOD до групи, заснованої в Англії в 1717 році Джоном Толандом;
- Британський орден друїдів був заснований 1979 року Філіпом Шаллкрассом і Еммою Ресталл Орр. Вони трактують друїдизм як процес постійної зміни, за допомогою чого традиція безперервно оновлюється, з огляду на запити кожного нового покоління. Британські друїди в наш час[коли?] мають приблизно 3000 членів, головним чином у Великій Британії;
- Переутворені Друїди Північної Америки — рух, розпочатий з жарту середньозахідного американського коледжу (Carleton Коледж у Northfield), у 1963 році. Адміністрація коледжу вимагала, щоб всі студенти відвідали церкву. Деякі студенти винайшли RDNA як реакцію на цю вимогу. Лідери були вражені, коли багато хто зі студентів хотіли продовжити існування RDNA, навіть після того, як протест проти державної адміністрації був виграний. З цього джерела пішло багато друїдистичних організацій.

### Свята друїдів

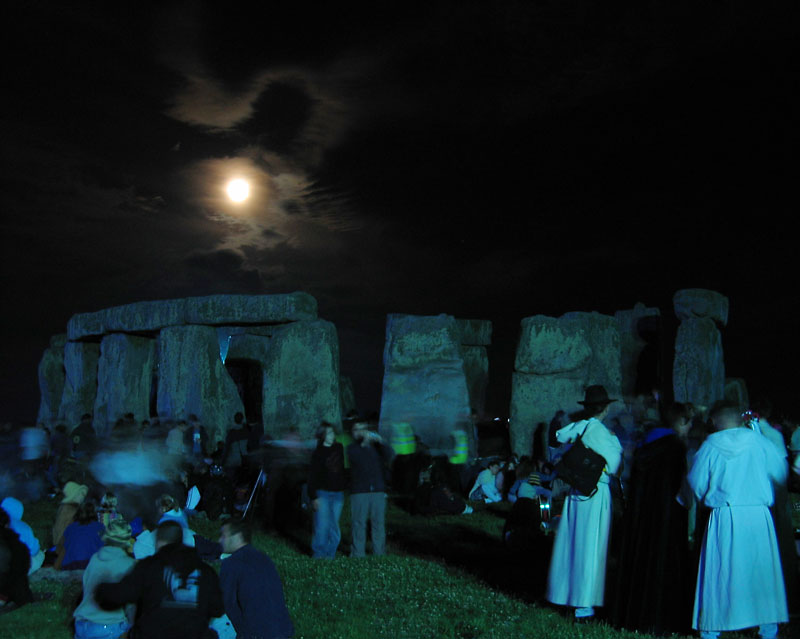
Друїдські ритуали біля Стоунхенджа

Друїди відзначають чотири головних свята, у перший день третього місяця кожного з чотирьох сезонів. Свята починаються від заходу сонця і тривають протягом трьох днів. На вершинах пагорбів розводяться великі багаття. Рогату худобу проводять між двома вогнищами, щоб гарантувати багатий приплід; чоловіки і жінки парами стрибають через багаття або пробігають між ними. Більшість свят друїдського календаря мають явно скотарське походження і приурочені до певних сезонних дій давніх скотарів. Давні друїди користувалися сонячно-місячним календарем, святкувались у певну фазу місяця і тому дати свят друїдів можна тільки приблизно зіставити з сучасним календарем. Найголовніші свята давній друїдів відомі нам з давніх ірландських джерел:
- Самайн — (ірл. — Samhain, Samhuinn) — («Кінець тепла») — святкувався приблизно 1 листопада відзначаються частування спочилих і Новий Рік за кельтським календарем. Свято повернення стад з літніх пасовищ на зимові стійбища. Під час самайну вирішували яку худобу слід пустити під ніж, яку лишити до весни. Під час свята приносили в жертву худобу (переважно биків), поминали предків. Ритуальний сенс свята — отримання гарантій від богів, що природа знову після зими відродиться. Дане свято було прийняте християнством, і пізніше стало світським святом Хелловін;
- Імболк або Брігід (ірл. — Imbolc, Brighid) («Повернення світла») — відзначається приблизно 1 лютого. Приурочений до першого доїння овець. Назва «Брігід» пов'язана з богинею Брігітою — дочкою Дагди, богинею родючості, науки, лікарської справи у давніх кельтів.
- Белтайн (ірл. — Beltaine, Bealteinne) або Кетсамайн (ірл. — Cetshamain) — святкувався приблизно 1 травня, свято приурочене перегону стад на літні пасовиська. Головний атрибут свята — величезні багаття. Стада тварин проганяли між двома багаттями — здійнювали ритуал очищення. Назва походить від давнього кельтського слова beltine — вогонь. Свято пов'язане з богом Беленом (Belenus) — бог скотарства та вогню у давніх кельтів. Інша назва — святкування вогнів Бел;
- Лугназад (ірл. — Lughnasad, Lughnasadh, Lammas) — святкувався приблизно 1 серпня, день Луга — бога світла, бога ремесел, творчості. Свято носило більше землеробський, а не скотарський характер — приурочене до часу дозрівання урожаю і початку збору урожаю.